# Aberglasney House

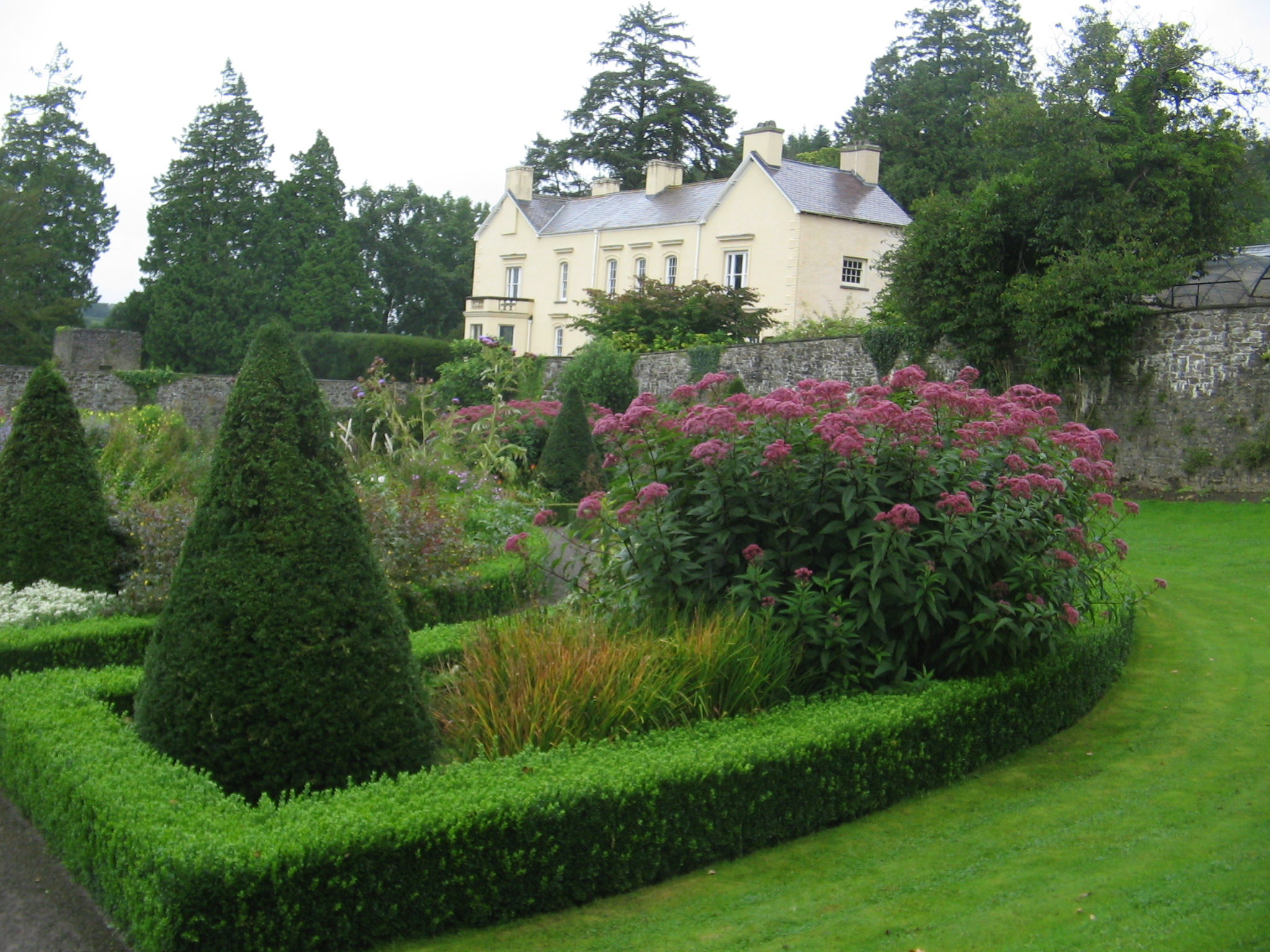
Aberglasney House, Ansicht vom Upper Walled Garden

Aberglasney House (walisisch Aberglasne) ist ein Herrenhaus in Wales. Das Herrenhaus liegt etwa 6 km westlich von Llandeilo am Rand des kleinen Ortes Llangathen oberhalb des Tals des Afon Tywi in Carmarthenshire. Es ist als Kulturdenkmal der Kategorie Grade II* klassifiziert. Die Royal Horticultural Society zählte den umgebenden Garten 2015 zu den zehn sehenswertesten formalen Gärten in Großbritannien.

## Geschichte
Das Herrenhaus gehörte spätestens seit dem 15. Jahrhundert der walisischen Familie Thomas. In einem Ende des 15. Jahrhunderts verfassten walisischen Gedicht rühmte der Barde Lewis Glyn Cothi die neun grünen Gärten von Aberglasney, doch sonst gibt es keine weiteren Kenntnisse, wie das Haus aussah und wo es genau lag. Im 16. Jahrhundert gehörte es Sir William Thomas. Dessen Nachfahren verkauften das Anwesen an Anthony Rudd, nachdem dieser 1594 Bischof von St Davids geworden war. Rudd ließ wahrscheinlich das alte Haus abreißen und begann mit dem Bau eines neuen Herrenhauses und der Anlage des umgebenden Gartens. Nach Anthony Rudds Tod 1615 setzte sein Sohn und Erbe Sir Rice Rudd den Ausbau des Hauses und der Gartenanlage fort. Das Anwesen blieb im Besitz der Familie Rudd, bis das hoch verschuldete Anwesen nach dem Tod von Rice Rudd, 2. Baronet 1701 verkauft werden musste.

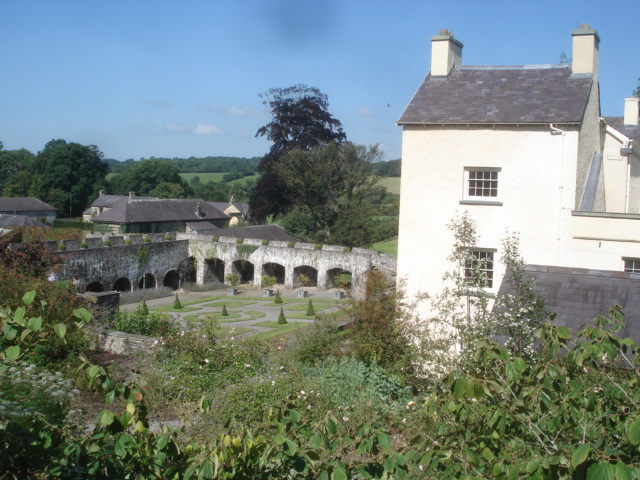
Blick auf den Kreuzganggarten und einen Teil des Südflügels

1710 erwarb der Anwalt Robert Dyer aus Kidwelly das Anwesen, der größere Um- und Neubauten vornahm. Unter anderem errichtete er den Nordflügel im Queen-Anne-Stil neu. Zu dieser Zeit bestand das Herrenhaus aus dem Nord- und dem Westflügel sowie einem Wirtschaftsflügel im Osten. Nach Norden war ein von Wirtschaftsgebäuden umgebener Vorhof mit einem Torhaus vorgelagert. Um 1781 wurde der Nordflügel umgebaut, um eine große Eingangshalle zu schaffen. Auch der Ostflügel wurde neu gestaltet, und durch den Bau eines zweigeschossigen Südflügels entstand eine vierflügelige Anlage um einen kleinen Innenhof. Wegen hoher Schulden musste William Herbert Dyer das Anwesen 1803 mit über 236 ha Grundbesitz für 10.000 Guineen an Thomas Philipps verkaufen. Philipps hatte 32 Jahre lang als Arzt im Dienst der Britischen Ostindien-Kompanie in Indien gedient und erwarb Aberglasney als Ruhesitz. Dafür ließ er wiederum verschiedene Umbauten im Haus und im Garten durchführen. Nach seinem Tod 1824 erbte sein Neffe John Walters Philipps das Haus. Dieser ließ um 1840 den Südflügel erweitern und in seinem Äußeren den anderen Gebäudeteilen angleichen. Um diese Zeit erhielt der Nordflügel einen Portikus. Um 1850 ließ Philipps durch den Architekten Edward Haycock aus Shrewsbury auch den Westflügel umbauen. Nach Philipps Tod wurde das Anwesen von seiner Enkelin Marianne Mayhew ab 1872 meistens vermietet, ehe sie es ab 1902 selbst bewohnte. Nach dem Tod ihres Mannes 1908 zog sie jedoch wieder nach London und besuchte Aberglasney nur noch gelegentlich. Nach ihrem eigenen Tod 1939 wurde das Haus während des Zweiten Weltkriegs von der Armee beschlagnahmt. Danach wechselte es mehrfach den Besitzer, wobei ab 1954 der Großteil des zugehörigen Landbesitzes separat verkauft wurde. Eine in den 1970er Jahren begonnene Restaurierung des vernachlässigten Hauses wurde abgebrochen. In den 1980er Jahren wurde der Portikus an der Nordfassade abgebrochen und verkauft, obwohl das Haus seit 1951 unter Denkmalschutz stand. Die Teile konnten jedoch später zurückerworben werden. Durch einen Brand und durch Vandalismus wurde das Gebäude schwer beschädigt. Das Haus stand kurz vor dem völligen Verfall, als es 1995 mit Hilfe einer Spende des US-Amerikaners Frank Cabot vom Aberglasney Restauration Trust erworben werden konnte. Nach umfangreichen archäologischen Untersuchungen konnten ab 1998 Haus und Garten mit Hilfe weiterer Spenden und staatlicher Förderung schrittweise restauriert werden. Seit dem 4. Juli 1999 sind die Gartenanlagen zu besichtigen und die Gärten wurden um weitere Anlagen erweitert. Die BBC berichtete in der vierteiligen Filmreihe A Garden lost in Time über die Restaurierung. Bis zum Frühjahr 2013 erfolgte die Restaurierung des Erdgeschosses des Herrenhauses, das seitdem als Ausstellungsfläche und für Veranstaltungen dient.

## Anlage

### Äußeres

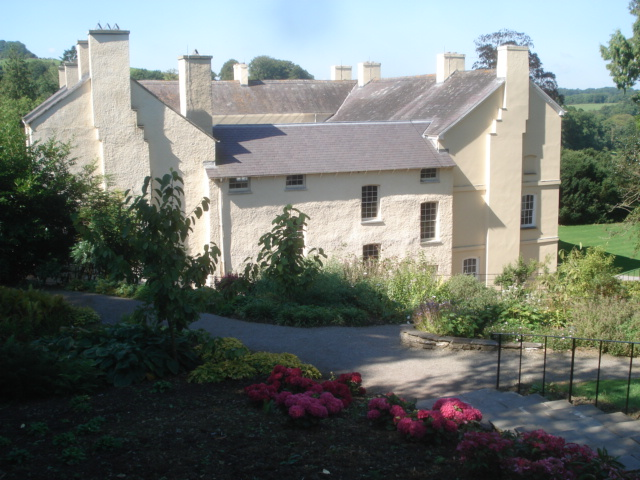
Blick auf das Herrenhaus von Osten

Das vierflügelige, um einen kleinen Innenhof angelegte Herrenhaus ist hell verputzt und hauptsächlich im Queen-Anne-Stil des frühen 18. Jahrhunderts mit Umbauten im Stil des späten georgianischen Stil gehalten. Das Haus besteht aus drei dreigeschossigen Flügeln sowie dem zweigeschossigen Südflügel. Die Gebäude besitzen flache Schieferdächer, wobei die West- und Ostfassade an den Seiten durch seitliche Giebel betont werden. Der symmetrisch angelegte, nach 1710 erbaute Nordflügel besitzt einen Portikus mit ionischen Säulen. Der West- und Ostflügel stammen im Kern noch aus dem 17. Jahrhundert. Die Fenster der dem Garten zugewandten Westfassade sind asymmetrisch angeordnet, an den Seiten besitzt sie rustifiziertes, doch überputztes Mauerwerk. Dem übergiebelten Ende des Nordflügels ist an der Westfassade ein zweigeschossiger Fenstererker vorgesetzt, auch das Ende des Südflügels ist übergiebelt. Zusätzlich wird die Westfassade durch eine dreibogige Loggia im Erdgeschoss aufgelockert, die aus dem Umbau um 1850 stammt. Der um 1800 wesentlich umgebaute Südflügel, der Wirtschaftsräume enthielt, ist nur zweigeschossig. Um 1840 wurde er durch zwei dreigeschossige Anbauten erweitert, sodass er an den Enden ebenso hoch wie die anderen Flügel ist. Der dem Hang zugewandte Ostflügel ist dreigeschossig und wie der Westflügel an beiden Enden übergiebelt. Die Fenster dieser Fassade sind unregelmäßig angeordnet.

### Innenausstattung
Von der Innenausstattung des Gebäudes ist durch den Brand und den Verfall Ende des 20. Jahrhunderts nur wenig erhalten geblieben. Die Stuckdecke der zweigeschossigen Eingangshalle im Nordflügel wurde nach alten Fotografien restauriert. Von der Halle führt eine Tür in das doppelläufige Treppenhaus. Der schwer beschädigte Südflügel wurde nicht wieder aufgebaut, sondern zusammen mit dem Innenhof mit einem Glasdach überdacht. Der so entstandene Raum dient seit 2005 als subtropischer Gartenraum. Dieser wurde Ninfarium benannt, nach dem italienischen Dorf Ninfa am Fuß der Monti Lepini, das seit dem 20. Jahrhundert phantasievoll bepflanzt wird.

### Der Garten
Das Herrenhaus ist von einem vier Hektar großen Garten umgeben, der sich vor allem aus einer Abfolge formaler Gartenräume westlich und südlich des Hauses zusammensetzt. Neben den restaurierten historischen Gartenanlagen befinden sich weitere, vom Aberglasney Restauration Trust angelegte Gärten.

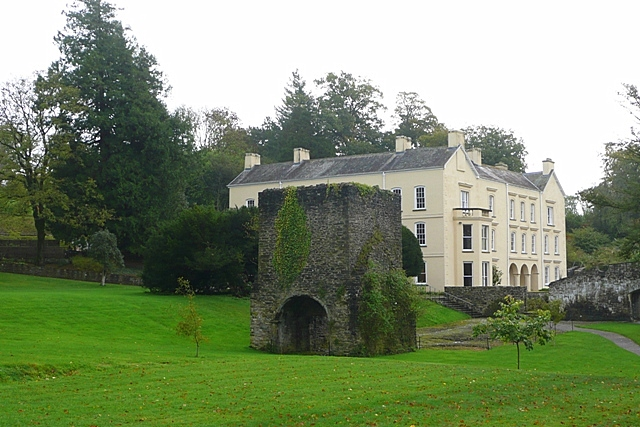
Der Nord- und der Westflügel des Herrenhauses, im Vordergrund die Ruine des Torhauses

#### Zufahrt und nördliche Wiese
Die Hauptzufahrt zu der Anlage führt über eine Wiese, die im 19. Jahrhundert angelegt wurde. Dafür wurden die alten Wirtschaftsgebäude aus dem 17. und 18. Jahrhundert abgebrochen. Nur die zweigeschossige Ruine des Torhauses wurde als Folly stehengelassen. Daneben erstreckt sich ein 20 Meter langer Eibentunnel, der wohl ursprünglich im frühen 18. Jahrhundert als Hecke angelegt wurde. Sprösslinge der Bäume wurden in Bogenform in einer zweiten Reihe in den Boden gesetzt, wo sie wieder ausschlugen. Damit bilden die Eiben einen natürlichen Tunnel, der bereits 1861 erwähnt wird.

#### Kreuzganggarten

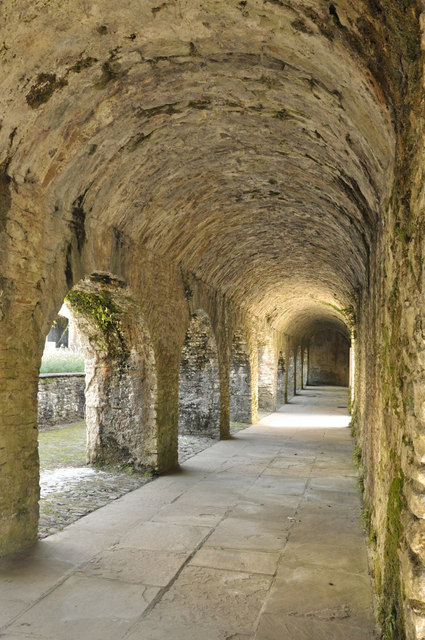
Der Arkadengang des Kreuzganggartens

Der bedeutendste Teil der Gartenanlage ist der rechteckige, an drei Seiten von einem steinernen Bogengang umgebene Kreuzganggarten, der seinen Namen wegen seiner Ähnlichkeit mit dem Kreuzgang eines Klosters erhielt. Von diesem Bogengang ist allerdings nur die Westseite als offener Arkadengang angelegt, während sich an der Nord- und Südseite Mauernischen befinden. Die offene östliche Seite grenzt an die Terrasse des Herrenhauses. An der Südostecke des Bogenganges befindet sich ein kleiner Pavillon, an der Nordostecke schließt sich das im frühen 19. Jahrhundert errichtete Gärtnerhaus an, das heute als Café dient. Der Innenhof ist heute als geometrisch angelegtes Rasenparterre mit Buchsbaumkegeln angelegt. Noch 1999 wurde angenommen, dass der Garten erst um 1770 angelegt wurde. Die archäologischen Untersuchungen ergaben jedoch, dass der Garten ursprünglich bereits um 1600 angelegt wurde. Der Kreuzganggarten ist der einzige erhaltene Garten dieser Art aus dem elisabethanischen Zeitalter in Großbritannien.

#### Weitere historische Gärtenteile
Westlich des Kreuzganggartens schließt sich der ummauerte Pool Garden mit einem großen, künstlichen Teich an, der ursprünglich zu Beginn des 17. Jahrhunderts als Fischteich angelegt wurde und später in einen Zierteich umgewandelt wurde. Südlich des Kreuzganggartens liegt der obere ummauerte Garten. Ursprünglich bereits ebenfalls im 17. Jahrhundert angelegt, wurde er ab 1998 von der Gartenarchitektin Penelope Hobhouse als symmetrisch angelegter formaler Garten mit Blumenbeeten mit Buchsbaumeinfassungen und -kegeln neu gestaltet. Er besteht aus konzentrisch angelegten, buchsbaumgesäumten Beeten, die ein Rasenoval in der Mitte einschließen. Die Beete sind mit Stauden bepflanzt, die sich rhythmisch wiederholen und an den Enden mit Lorbeerblättrigem Schneeballbüschen begrenzt sind. Ein Durchgang führt vom ummauerten Garten in den ebenfalls ummauerten Küchengarten, der seit der Restaurierung wieder teilweise als Nutzgarten, aber auch als Blumengarten dient. Nordwestlich der Gartenanlagen liegen die ehemaligen Wirtschaftsgebäude und das ehemalige Wohnhaus des Verwalters, die im 19. Jahrhundert um einen rechteckigen Hof errichtet wurden und als Grade-II-Baudenkmäler geschützt sind. Im Innenhof der Wirtschaftsgebäude wurde der Sunken Garden mit Blumenbeeten, gepflasterten Flächen und einem runden Teich mit einer halbkugelförmigen Brunnenskulptur von William Pye angelegt.
Die historischen Gärten sind von einem englischen Landschaftsgarten umgeben. Im Osten erstreckt sich ein Wäldchen mit naturnahen Pflanzungen, westlich des Hauses führt der Bishop Rudd’s Walk in ein flaches, mit Eschen, Stechpalmen und Eiben bewaldetes Tal mit einem Bach. Neben den Gartenanlagen mit einheimischen Bäumen und Pflanzen befindet sich auf einem kleinen Hügel nahe dem Haus ein  asiatischer Garten mit Pflanzen aus China, Japan, Nepal und anderen Teilen Asiens. Südlich des Hauses befinden sich alte Vogelhäuser, dahinter wurde ein Alpengarten mit Zwergpflanzen angelegt.  Zum diamantenen Thronjubiläum von Königin Elizabeth II. wurde 2012 das Jubilee Woodland eröffnet.